# HAŠK Zrinjski
HAŠK Zrinjski je nogometni klub iz Subotice. 

## Povijest kluba
Osnovan je 1. siječnja 1932. u Subotici. Klupska boja je bila plavo-ljubičasta. Na fotografijama su dokumentirane majice s tankim vodoravnim prugama.
Nosio je ime JŠK Zrinjski (Jugoslavenski športski klub Zrinjski).
2011. godine je na obnoviteljskoj skupštini određeno da klupska boja bude plavo-bijela, a da zaštitnik kluba bude bl. Ivan Pavao II.
Oko ovog kluba su se okupljali bački Hrvati, što je vidljivo i po izboru imena. Hrabru zamisao da se utemelji još jedan klub s hrvatskim predznakom je dao Luka Božaković. Samoodricanjem Luke Božakovića te radom Aleksandra Kopilovića, klub se našao na dobrim osnovama za daljnji rad. Upravu, članstvo i igrače se odgajalo u športskom kulturnom duhu. Izrazito je bio važan odgoj u hrvatskom nacionalnom duhu i svijesti. 
JSK Zrinjski se natjecao u 2. i 1. razredu Subotičkog nogometnog podsaveza, natječući se s mjesnim rivalima Bačkom, SAND-om, Konkordijom, ŽAK-om, Jugoslavijom (fuzionirani SK Jugoslavija i SK Bunjevac), Bunjevačkim športskim klubom, Športom, Radničkim, SMTC-om, Poštarom, Bohemijom i drugima.
Unatoč velikom entuzijazmu i pristojnom broju članova, klubu su najveće prepreke bile financijske naravi. Stoga nije bio u mogućnosti učiniti što i gradski rival Bačka, priuštiti si natjecanje u Hrvatsko-slovenskoj ligi 1939./40. godine.
6. svibnja 2011. održana je obnoviteljska skupština kluba, na kojoj je klub obnovljen pod imenom Hrvatski Amaterski Športski Klub Zrinjski, boje kluba su svijetlo plava i bijela. Obnoviteljska skupština je održana u Subotici u dvorani HKC-a »Bunjevačko kolo«. Prva je hrvatska udruga u Vojvodini i Srbiji, koja radi na razvitku športa, a smatra se nastavljačem tradicije JŠK Zrinjskog koji je bio utemeljen 1932. godine.
Nakon reosnivanja, HAŠK Zrinjski se natječe u subotičkoj gradskoj nogometnoj ligi. Domaće igralište dijeli s nogometnim klubom iz Mirgeša, protiv koga su osvojili svoje prve bodove nakon obnove i to par forfait. Prvi susret nakon obnove su odigrali kolo prije, protiv Lokomotive iz Aleksandrova.
U prvoj sezoni nakon obnove, sezoni 2011./12., natjecanje su završili na pretposljednjem mjestu.

## Vanjske poveznice
- Pučka kasina 1878.[neaktivna poveznica] Klupski grb
- Hrvatska riječ[neaktivna poveznica] Svečano obilježen jubilej